# Motte Tüschenbroich
Die Motte Tüschenbroich ist eine abgegangene Turmhügelburg (Motte) im Wegberger Ortsteil Tüschenbroich im Kreis Heinsberg in Nordrhein-Westfalen.
In der Mitte des Weihers des Tüschenbroicher Schlosses liegt die von Bäumen überwachsene Motte – ursprünglich die Hauptburg der mit dem Schloß überbauten Vorburginsel.
Zur Erläuterung: Motten (nach frz. motte = Klumpen, Sode, Scholle) waren in der Zeit des Hochmittelalters eine verbreitete Burgenform, überall dort, wo Naturstein Mangelware, aber ein natürlicher Wasserreichtum Schutz geben konnte.
Frühe Gründungen zwischen Maas und Rhein sind- entgegen überholter Theorien der Heimatforschung- im 12. Jahrhundert verbürgt.
Die ursprüngliche Burganlage, von der auf der Motte noch Mauerreste und ein Kellergewölbe vorhanden sind, wurde im Dreißigjährigen Krieg zerstört. Sie ist gelistetes Bodendenkmal.